# Klíma Klub
A Klíma Klub 2009 februárjában alakult meg Budapesten nonprofit közhasznú kft.-ként, amely az egész földet fenyegető éghajlatváltozás lefékezését, káros hatásainak megelőzését tekinti fő céljának.
Céljai között szerepel továbbá az ivóvízvédelem, valamint a kihalással fenyegetett állatfajok és növények védelme. Ezeket a célokat a politikai, a gazdasági és tudományos élet, valamit a civil szervezetek képviselői közötti párbeszéd előmozdításával, a sajtó támogatásával, a közvélemény mozgosításával, valamint önálló, az éghajlatvédelmet előtérbe helyező és a lakosságot mozgósító akciókkal kívánja elérni. A Klíma Klub különösen fontos feladatatának tekinti a fiatal korosztályok bevonását, a környezettudatos nevelés és gondolkodás elősegítését.

## Tevékenység
2009 nyarán több mint negyven, országos lefedettségű, nagy létszámú rendezvényen vettek részt, ahol a lakosságnak lehetősége volt megismerkedni a Klíma Klub tevékenységével.

## Magyarországi Klímacsúcs
A Magyarországi Klímacsúcs egy rendezvény, melyet hagyományteremtő jelleggel, évről évre meg kíván rendezni a Klíma Klub, hogy felhívja a politikai, gazdasági és tudományos élet képviselőinek figyelmét a kor egyik legfontosabb problémájára, az éghajlatváltozásra. A csúcs fő célja, hogy a közös véleménycserék egy fenntarthatóbb fejlődés és klímatudatos politikai, vállalati vezetés és tudományos összefogás erősítését eredményezze.
E cél elérése érdekében minden réteg megszólítása és bevonása a közös munkába, közös álláspont kialakítása a feladat. A célt a szakma legnagyobb külföldi előadóinak a meghívásával, Magyarország előtérbe helyezésével is segíteni akarja. Tevékenységéről folyamatosan tájékoztatja a médiát, velük partnerségi viszonyra törekszik.